# Антони (Нью-Мексико)
Антони (англ. Anthony) — город в округе Донья-Ана, штат Нью-Мексико, США. Согласно переписи 2010 года, население составляет 9 360 человек. Антони расположен на границе Нью-Мексико и Техаса, в 24 милях от Лас-Крусеса и в 18 милях от Эль-Пасо.

## История
На выборах, состоявшихся 5 января 2010 года, жители Антони проголосовали за образование города. Всего был 561 голос. Из них 410 (73,1 %) были за, а 151 (26,9 %) — против. Новый муниципалитет официально начал своё существование 1 июля 2010 года.

## География
Координаты города — 32°00′22″ с. ш. 106°36′02″ з. д. (32.006028, −106.600669).
Согласно данным Бюро переписи населения США, Антони имеет общую площадь в 6,99 км2. Он полностью расположен на суше.

## Образование
Антони находится в независимом школьном округе Гадсден. Начальная школа Гадсден, начальная школа Лома Линда и начальная школа Антони расположены в черте города.